# 标里镇
标里镇，是中华人民共和国安徽省亳州市涡阳县下辖的一个乡镇级行政单位。

## 行政区划
标里镇下辖以下地区：
标里社区、团结村、前李村、新华村、柏华村、标北村、李大村、肖庙村、唐王村、新桥村、程岳村、刘竹村、高大村、新德村、汪庄村和王井村。